# Ryszard Matusiak
Ryszard Matusiak (ur. 7 września 1953 w Gałdowie) – polski polityk, działacz związkowy, poseł na Sejm III kadencji, senator V kadencji.

## Życiorys
W 1976 ukończył technikum mechaniczne we Wrocławiu. Odbył następnie dwuletnią służbę wojskową i w 1978 podjął pracę zawodową. W 1980 zaangażował się w działalność w NSZZ „Solidarność”, w 1981 został wybrany na wiceprzewodniczącego zarządu regionu w Jeleniej Górze. W stanie wojennym od 13 grudnia 1981 do 23 grudnia 1982 był internowany w Kamiennej Górze, Głogowie, Grodkowie i Uhercach. Pracował później w Zakładach Mechaniczno-Odlewniczych ZREMB w Jeleniej Górze, m.in. jako kierownik zaopatrzenia.
W latach 1992–2002 pełnił funkcję przewodniczącego zarządu regionu NSZZ „Solidarność” w Jeleniej Górze. Z ramienia Akcji Wyborczej Solidarność pełnił mandat poselski w Sejmie III kadencji (1997–2001).  W wyborach samorządowych w 2002 bez powodzenia ubiegał się o mandat radnego sejmiku łódzkiego z listy Ligi Polskich Rodzin. W 2004 został wybrany na senatora w okręgu legnickim; wybory rozpisano po śmierci senatora Jerzego Cieślaka. W Senacie brał udział w pracach Komisji Skarbu Państwa i Infrastruktury, był również sekretarzem Koła Senatorskiego LPR. W 2005 bez powodzenia ubiegał się o reelekcję. W 2009 został pełnomocnikiem Naprzód Polsko w Jeleniej Górze.

## Odznaczenia
W 2008, za wybitne zasługi w działalności na rzecz przemian demokratycznych w Polsce oraz osiągnięcia w pracy zawodowej i społecznej, został odznaczony przez prezydenta Lecha Kaczyńskiego Krzyżem Kawalerskim Orderu Odrodzenia Polski.

## Życie prywatne
Żonaty (żona Krystyna), ma dwóch synów (Tomasza i Przemysława).